# Dizy (Vaud)
Pour les articles homonymes, voir Dizy.
Dizy est une commune suisse du canton de Vaud, située dans le district de Morges.
C'est un village de 225 habitants (au 31 décembre 2018) situé en hauteur, l'Ouest de l'axe routier Cossonay - La Sarraz. Ses habitants sont surnommés les « Fouls ».
L'un des symboles de Dizy est la Crêta : colline d'environ trente-cinq mètres de haut qui se démarque du paysage par sa hauteur et par sa silhouette. Au  sommet s'y trouve un refuge de bois, et anciennement, le réservoir d'eau communal. Chaque année, plusieurs traditions y sont célébrées :
- le dimanche de Pâques, les familles du village montent sur la Crêta dans l'après-midi pour que les enfants y roulent des œufs peints et décorés depuis le sommet ;

- le premier août, date de fête nationale, les habitants du village se réunissent le soir dans la rue principale pour manger. Ensuite, guidé par les tambours, ils montent au sommet de la Crêta, en procession, avec des lampions. Les habitants s'installent ensuite dans l'herbe autour d'un grand feu et assistent au feu d'artifice ;

- le deux août, les habitants viennent griller de la viande sur les cendres encore chauds du feu de la veille.

La crêta se reconnaît avec ses deux faces démarquées, dont une, forêt broussailleuse, et l'autre, pré abrupt. Le paysage depuis le sommet est sublime. On peut y voir le lac Léman et les Alpes se dressant au loin.
Dizy est bordé par une forêt partagée avec Cossonay. C'est la forêt du Sépey.
| Chevilly            | La Sarraz |                 |
|                     | Dizy      | Lussery-Villars |
| La Chaux (Cossonay) | Cossonay  |                 |

## Histoire
Le passé du village est mal connu, les archives ayant disparu au moment de la campagne des Bourla-Papey à l'époque de la Restauration. De très faibles vestiges et le nom de « La Batiaz » semblent indiquer que le lieu était habité à l’époque romaine et même peut-être avant. Les chroniques des sires de Cossonay nous apprennent que le village était le fief des chevaliers de Dizy, servant sous les ordres des Cossonay jusqu'à l'extinction de la famille. À cette époque, des familles encore bien vivantes peuplaient déjà le village dont elles sont bourgeoises : Brocard, Devenoge, Gaudin et Jaquier.
Tout de même, Dizy est mentionné en l'an 964 de notre ère sous le nom de Discidis (Dysi en 1041) dans une charte du couvent de Romainmôtier lors d'une transaction immobilière.
La fête des 1 050 ans a été célébrée durant toute l'année 2014 par la jeunesse et la Kidzy.

## Hydrographie
Le Veyron marque la frontière ouest avec Chevilly. Au nord de la commune, le ruisseau Valangon se dirige vers la Venoge. Y est situé aussi un étang dans la forêt, appelé étang du Sépey, du même nom que la forêt.

## Population

### Gentilé et surnom
Les habitants de la commune se nomment les Disytiens, ou les Disyciens,.
Ils sont surnommés les Fouls, ou les Fous,.

## Économie
Dizy comporte une fromagerie, spécialisée en pâte molle.
Chaque année, avec des ingrédients du village, une bière nommée « La bière des Fouls » y est brassée. [réf. nécessaire]